# Casa Radivojević
La casa Radivojević, más tarde conocida como Vlatković, fue una prominente casa nobiliaria bosnia durante los siglos xiv y xv.

## Historia
El primer representante conocido fue un tal Bogavac del siglo XIV. Tuvo dos hijos: el knez Radivoj y el knez Mrdeša Bogavčić. El sucesor de Bogavac en el liderazgo de la familia fue Radivoj. Aunque Mrdeša no tuvo descendientes, Radivoj tuvo dos hijos, el knez Juraj y el knez Vukić Radivojević. El siguiente en la sucesión al frente de la familia fue el duque Juraj Radivojević, y después de él su hijo, el duque Vlatko Jurjević, y luego el hijo de Vlatko, el duque Ivaniš Vlatković. La familia Bogavčić-Radivojević-Jurjević-Vlatković tenía sus propiedades en la orilla derecha del Bajo Neretva, al oeste de Cetina, en el interior de Biokovo y hasta el norte de Čabulja. Entre los representantes más fuertes de la familia se encuentran el duque Juraj Radivojević y el duque Ivaniš Vlatković, que era el clan más fuerte de Humska zemlja bajo sus señores, la familia noble Kosača.
Eran vasallos de los Kosača, señores de la región sureste del Reino de Bosnia en aquel entonces, y con quienes la familia a menudo se peleaba debido a la creciente arbitrariedad de los Kosača en su intento de obtener y profundizar su autonomía del dominio real bosnio. Los miembros de Radivojević participaron en los esfuerzos del rey Tomás por restaurar la autoridad real sobre los dominios de los Kosača, en particular sobre las ciudades de Drijeva y Blagaj. La situación religiosa en las tierras controladas por la familia era ambigua, y no muy diferente de la de otros territorios bajo el estado medieval bosnio. La representación religiosa dependía mucho de la época, y las diferentes generaciones de la familia participaban en el catolicismo o en la Iglesia bosnia según cambiaban las circunstancias políticas y la situación sobre el terreno lo exigía.

## Genealogía
- Bogavac
  - Radivoj Bogavčić
    - Juraj Radivojevic
      - Vlatko Jurjevic
      - Ivaniš Vlatković. Antes de la caída de Bosnia bajo el dominio otomano, el último rey bosnio, Esteban Tomašević, envió a su esposa a Split. La acompañaron varios dignatarios, entre ellos Ivaniš Vlatković. Tras llegar a Croacia, continuó la guerra contra los otomanos, deteniéndose primero en Klis y, tras la caída de Klis, se dirigió a Senj. Sus nietos, Radoje y Vukan Vlatković, obtuvieron numerosos méritos en la guerra contra los otomanos, lo que también les permitió obtener la nobleza.

    - Vukic Radivojevic

  - Mrdeša Bogavčić